# Wygoda (Bochnia)
Wygoda – część miasta Bochni położone w północnej części miasta, wzdłuż ulicy Wygoda.

## Historia
Dawniej część gminy jednostkowej Proszówki. W 1869 liczyła 86 mieszkańców.